# Hải cẩu thầy tu Caribe
Hải cẩu thầy tu Caribe (Monachus tropicalis) là một loài động vật có vú trong họ Hải cẩu thật sự, bộ Ăn thịt. Loài này được Gray mô tả năm 1850.
Loài này đã tuyệt chủng. Con người và cá mập đã là những kẻ săn bắt chính của loài hải cẩu này. Việc săn bắt quá mức để lấy mỡ, việc khai thác quá mức cá là nguồn thức ăn của nó đã khiến nó bị tuyệt chủng. Lần cuối cùng được người ta xác nhận nhìn thấy loài này là vào năm 1952 tại bờ Serranilla, giữa Jamaica và Nicaragua. Trong năm 2008, loài hải cẩu này đã được chính thức tuyên bố tuyệt chủng sau khi một tìm kiếm năm năm đầy đủ được thực hiện bởi Cơ quan Quản lý Đại dương và Khí quyển Quốc gia và Cục Ngư nghiệp và Hải dương Quốc gia. Chúng có quan hệ gần với hải cẩu thầy tu Hawaii, (Monachus schauinslandi) sống xung quanh quần đảo Hawaii, loại cực kỳ nguy cấp và hải cẩu thầy tu Địa Trung Hải, (Monachus monachus) cũng nguy cấp.

## Hình ảnh

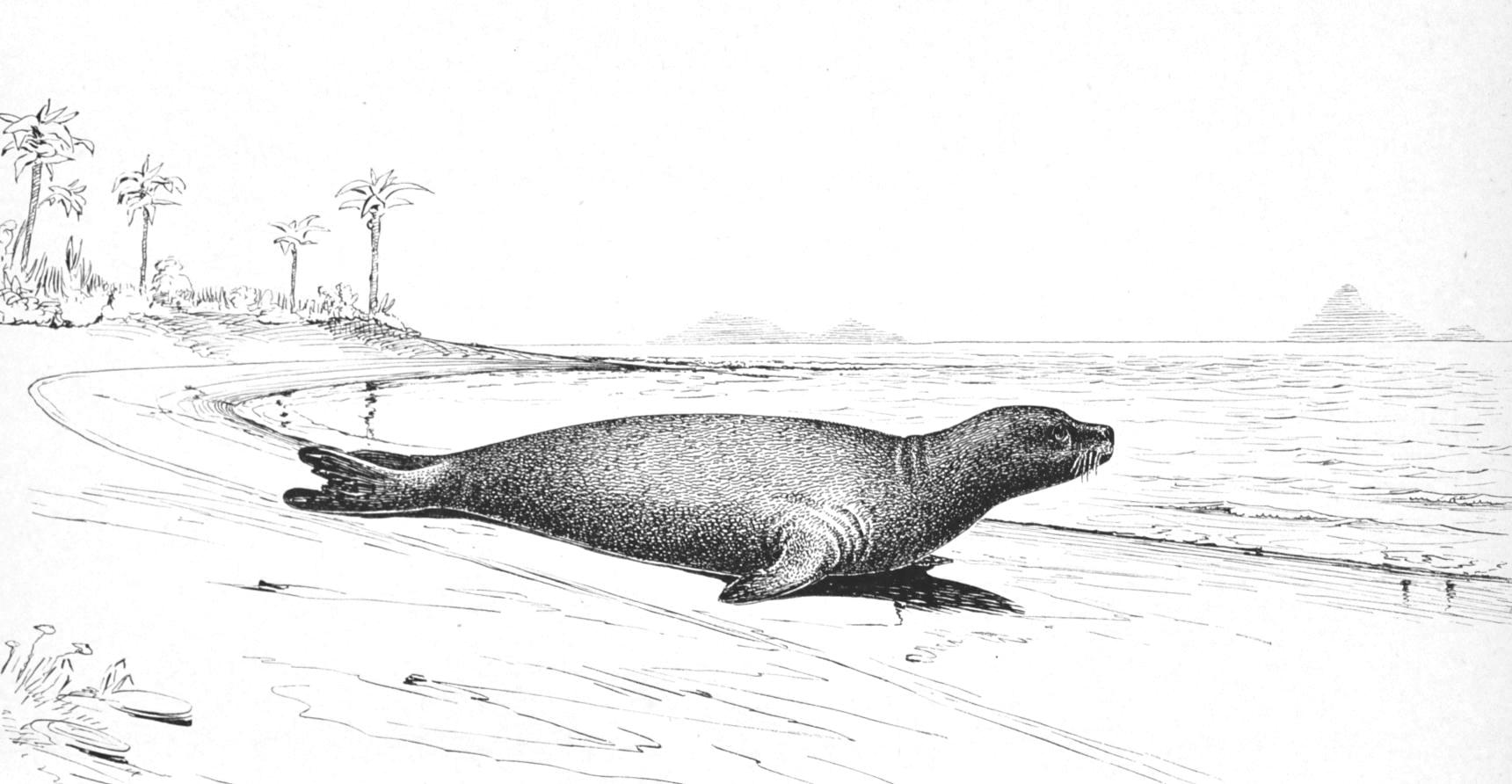
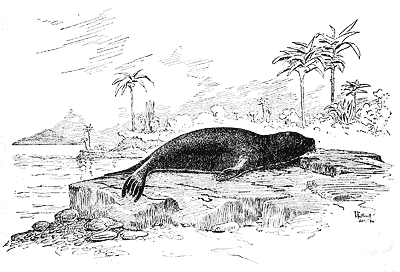